# Julia Hart
Julia Hart (ur. 5 stycznia 1989) – nowozelandzka lekkoatletka specjalizująca się w skoku o tyczce.
Medalistka mistrzostw kraju.